# 越智産業
越智産業株式会社（おちさんぎょう、英: OCHISANGYO CO.,LTD.）は、福岡県福岡市中央区に本社を置く住宅建材商社。現在 持株会社OCHIホールディングス の子会社である。

## 概要
1955年（昭和30年）創業の中堅住宅建材商社で合板や建材、住設機器などの卸売販売を行う。1999年（平成11年）には、同業のクワザワおよび日本ベニア株式会社（現・株式会社ジューテック）と業務提携を行いネストグループを形成している。
また、2010年（平成22年）10月1日には持株会社制へ移行し単独株式移転により持株会社「OCHIホールディングス株式会社」を設立した。

## 沿革
- 1955年（昭和30年）5月18日 - 越智商店を創業。
- 1958年（昭和33年）10月27日 - 「株式会社越智商店」を設立。
- 1970年（昭和45年）6月 - 「越智産業株式会社」に商号を変更。
- 1979年（昭和49年）8月 - 株式会社越智建販を合併。
- 1985年（昭和60年）6月 - 越智建材株式会社を合併。
- 1990年（平成2年）9月 - 株式会社四国新建材センターを合併。
- 1996年（平成8年）2月23日 - 福岡証券取引所に株式を上場。
- 1997年（平成9年）5月 - 有限会社九建を子会社化。
- 1998年（平成10年）1月 - 株式会社フジックスを子会社化。
- 1999年（平成11年）5月 - クワザワおよび日本ベニア株式会社（現・株式会社ジューテック）と業務提携。
- 2003年（平成15年）10月 - 高倉産業株式会社を子会社化。
- 2004年（平成16年）4月 - 株式会社マルキタを子会社化。
- 2005年（平成17年）4月 - 九州ダイナ株式会社（後の株式会社ホームコアテクノ）を子会社化。
- 2005年（平成17年）6月 - 株式会社岡山石田を子会社化。
- 2006年（平成18年）6月 - 株式会社セブン東神子会社化し、同時に株式会社東神建材に商号を変更。
- 2007年（平成19年）4月 - 丸共建材株式会社を子会社化。
- 2007年（平成19年）5月 - 株式会社中西保太郎商店および中西産業株式会社を子会社化。
- 2008年（平成20年）8月 - 子会社の株式会社岡山石田を吸収合併。岡山営業所開設
- 2008年（平成20年）8月 - 株式会社松井および株式会社松井旭川（現・西日本クラフト株式会社）を子会社化。
- 2008年（平成20年）10月 - 子会社株式会社九州テクノスが同じく子会社の株式会社マルキタを吸収合併し、株式会社ホームコアテクノに商号を変更。
- 2009年（平成21年）3月 - 子会社の高倉産業株式会社が同じく子会社の株式会社まいぐるを吸収合併。
- 2010年（平成22年）3月 - 子会社の中西産業株式会社が同じく子会社の株式会社中西保太郎商店を吸収合併。
- 2010年（平成22年）7月1日　-　神戸営業所、大阪営業所を統合し大阪営業所に。
- 2010年（平成22年）9月28日 - 上場廃止。
- 2010年（平成22年）10月1日 - 持株会社制に移行。ハウステクノ株式会社の事業を譲り受けハウステクノ営業所を開設
- 2011年（平成23年）1月 - 会社分割により子会社管理業務（建材事業除く）をOCHIホールディングス株式会社に移転。
- 2011年（平成23年）3月　-　ハウステクノ株式会社を吸収合併。
- 2011年（平成23年）6月1日　-　京都営業所、京都南営業所を統合し京都南営業所に。
- 2011年（平成23年）7月1日　-　子会社の高倉産業株式会社より事業譲受し、高松営業所開設
- 2012年（平成24年）3月 - 中西産業株式会社を吸収合併。
- 2013年（平成25年）3月 - 子会社として株式会社ソーケンを設立。
- 2014年（平成26年）4月 - 子会社の株式会社ホームコアが株式会社ホームコアテクノを吸収合併。

## 関連会社
- 株式会社ホームコア
- 株式会社トーソー
- 株式会社新建
- 丸共建材株式会社
- 株式会社ソーケン
- 株式会社ウエストハウザー